# Manus (agent d'IA)
Manus (mans en llatí) és un agent d'intel·ligència artificial autònom desenvolupat per la startup xinesa Monica. L'agent està dissenyat per dur a terme de manera independent tasques en línia complexes sense una guia humana directa/continua.

## Història
Manus es va fundar per crear agents d'intel·ligència artificial capaços d'operar de manera independent, basats en grans models de llenguatge (LLM). El llançament oficial de Manus el 6 de març de 2025 va cridar l'atenció internacional. Els experts i els mitjans de comunicació van descriure Manus com un gran avenç perquè podia gestionar de manera autònoma tasques complexes, com ara escriure i desplegar codi, sense intervenció humana directa.

## Rendiment
Manus es reivindica com un agent d'IA totalment autònom, dissenyat per gestionar tasques com la creació de llocs web, l'anàlisi d'estocs, la planificació de viatges i la gestió d'horaris. Ha demostrat un rendiment en el punt de referència GAIA, una prova d'habilitats per resoldre problemes del món real, amb informes que indiquen una puntuació al voltant del 86,5%, potencialment superant models com l'agent h2oGPTe d'H2O.ai (65%) i DeepResearch d'OpenAI, tot i que les xifres exactes segueixen sense verificar-se a causa de les dades públiques limitades. En l'ús pràctic, Manus pot compilar llistes, cercar propietats i nominar candidats, de vegades amb un millor rendiment que els competidors com ChatGPT DeepResearch en tasques específiques, però requereix la intervenció de l'usuari per als murs de pagament i captchas i pot trigar més temps, amb temps de tasca que oscil·len entre 30 minuts i més d'una hora. La seva transparència, que mostra el seu procés a través d'un panell lateral, el fa accessible per als usuaris independentment de l'experiència de codificació, i funciona de manera asíncrona al núvol, permetent que les tasques es desenvolupin sense una supervisió constant. Però es troba amb desafiaments amb l'estabilitat del sistema, com ara bloquejos i sobrecàrrega del servidor amb una gran demanda, cosa que provoca errors en les tasques i una taxa de fallades més alta que algunes alternatives. L'accés és limitat, amb menys de l'1% dels usuaris de la llista d'espera que reben codis d'invitació, i el seu cost de 2 dòlars per tasca es posiciona de manera competitiva, però es veu afectada per consideracions de fiabilitat. Tot i que és reconegut per les seves capacitats i considerat innovador per alguns, Manus ha rebut un escrutini per ser potencialment un embolcall dels models existents i pel seu enfocament de màrqueting, ja que els problemes del servidor i la disponibilitat limitada plantegen preguntes.